# Стибиоло (Пиза)
Стибиоло је насеље у Италији у округу Пиза, региону Тоскана.
Према процени из 2011. у насељу је живело 70 становника. Насеље се налази на надморској висини од 140 м.